# Зоряний крейсер класу «Венатор»

Загальний вигляд Венатора.

Зоряний крейсер/дестроєр класу «Венатор» (англ. Venator-class Star Destroyer) — великий бойовий та транспортний зоряний корабель з Всесвіту "Зоряних Війн". Назва Venator небуквально перекладається з латини як Мисливець.

## Класифікація
Класифікується Венатор наступним чином:
- за стандартною класифікацією Зоряних Війн: Зоряний Руйнівник (Star Destroyer) — дуже великий зореліт, призначений для ведення космічного бою. З габаритною довжиною 1155 м та клиноподібною формою корпуса.
- за альтернативною класифікацією: Штурмовий/Десантний Крейсер — оскільки в українській мові недоцільно використовувати слово "Дестроєр".

## Опис
Венатори є, можна сказати, універсальними кораблями, які здатні пересуватися між зоряними системами за лічені години; швидко пересуватись в межах одної системи на досвітловій швидкості; брати участь у космічних боях, як лінійних на близьких дистанціях, так і дальніх обстрілах; опускатися на поверхню землі для висадки армії та різного вантажу; виконувати роль авіаносця. Були основними бойовими кораблями флоту Галактичної Республіки під час Війни Клонів. Після закінчення війни продовжували службу вже у складі Галактичної імперії, але невдовзі були списані.